# سرگیجه نیلی
سرگیجهٔ نیلی (به انگلیسی: Indigo Vertigo) یک رمان گرافیکی ۴۸ صفحه‌ای به‌قلم کیتی‌جین گارساید و تصویرگری خالق داگ‌ویچ، دنیل شافر می‌باشد که در سال ۲۰۰۵ توسط ایمیج کامیکس منتشر شد.